# Autostrada A12 (Holandia)
Autostrada A12 (nl. Rijksweg 12) – autostrada w Holandii przecinająca kraj na osi wschód-zachód, o długości 137 km. Łącząca Hagę z granicą holendersko-niemiecką, gdzie przechodzi w niemiecką autostradę A3 w kierunku Zagłębia Ruhry. A12 biegnie przez 3 prowincje: Zuid-Holland, Utrecht oraz Gelderland.

## Trasy europejskie
Śladem A12 na różnych odcinkach biegną 3 trasy europejskie:
- E30 na odcinku od węzła Prins Clausplein (koło Hagi) do węzła Lunetten (na płd.-wsch. od miasta Utrecht)
- E25 na odcinku od węzła Gouwe (koło Goudy) do węzła Oudenrijn (na płd.-wsch. od miasta Utrecht)
- E35 na odcinku od węzła Gouwe (koło Goudy) do granicy holendersko-niemieckiej.

## Linki zewnętrzne

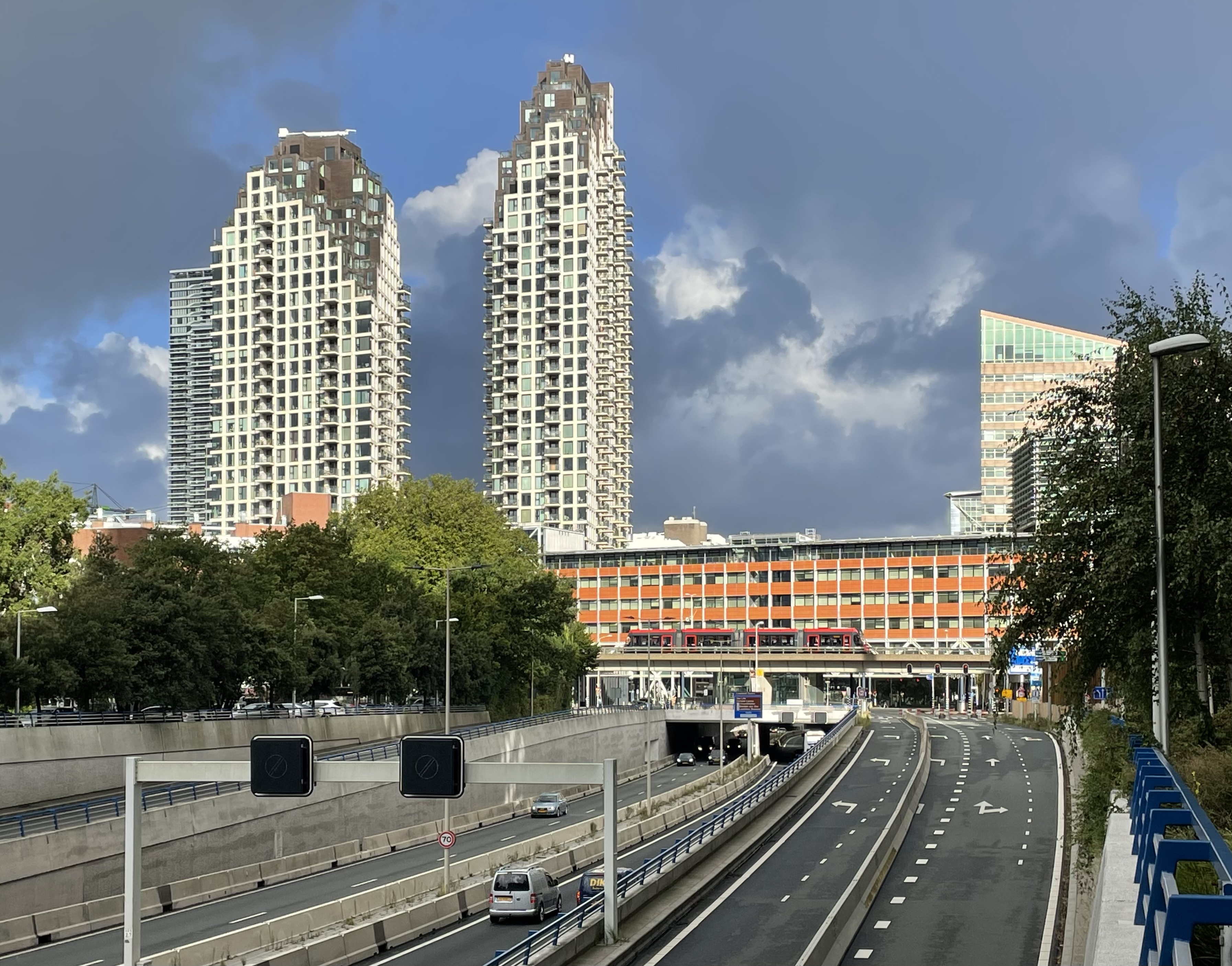
A12 przy wjeździe do Hagi